# S. A. Cosby
Pour les articles homonymes, voir Cosby.
S. A. Cosby, né Shawn A. Cosby, est un romancier américain, auteur de roman policier, né le 4 août 1973.

## Biographie

### Enfance et jeunesse
S. A. Cosby a grandi en milieu rural, dans le Comté de Mathews, à proximité de Richmond, ancienne capitale de la Confédération sudiste, en Virginie,. Il est allé à l'école primaire Lee-Jackson, nommés d'après deux soldats confédérés.
S.A. Cosby a été élevé dans une famille pauvre, il n'y avait pas d'eau courante chez eux avant ses 16 ans. Son père travaillait sur un bateau dans la Baie de Chesapeake, pendant que sa mère Joyce Ann Smith, qui avait un léger handicap, s'occupait de son frère Darrell et lui, dans leur modeste caravane,. Pendant sa jeunesse, un de ses oncles lui fait découvrir des auteurs de romans policiers comme Raymond Chandler et John D. MacDonald. Il fait des études à l'université Christopher Newport.

### Reconnaissance comme écrivain
Avec sa nouvelle publiée en 2018, The Grass Beneath My Feet, il est lauréat du prix Anthony 2019 de la meilleure nouvelle. En 2018, il travaillait comme assistant funéraire dans le funérarium que possède son épouse,.
Son troisième roman publié en 2020, Blacktop Wasteland (traduit en français par Les Routes oubliées), est classé parmi les 30 meilleurs romans de l'année par le New York Post et parmi les 100 livres les plus notables de l'année par The New York Times. Avec ce roman, il est lauréat du prix Barry 2021 du meilleur roman et du prix Thriller 2021. Avec Les Routes oubliées, l'auteur voulait écrire un polar pour notamment montrer « comment la pauvreté influence les gens dans leurs choix par rapport aux activités criminelles ». NPR écrit que c'est « le roman parfait à lire alors qu'on assiste aux changements importants induits par le mouvement Black Lives Matters ». Les droits d'adaptation en film des Routes oubliées ont été achetés en 2020.
Il publie ensuite en 2021 le roman Razorblade Tears, un thriller centré sur « la tragédie de la masculinité toxique », selon ses termes. Le roman est présenté par Jimmy Fallon dans son show comme une des lectures recommandées de l'été. Les droits d'adaptation au cinéma ont été achetés par Paramount Players, avec Jerry Bruckheimer et Chad Oman attachés à la production. 
La même année, il travaillait sur un polar provisoirement nommé All The Sinners Bleed sur l'histoire du premier sheriff noir dans une petite ville du Sud en 2017 après l'élection à la présidence de Donald Trump,. Sa mère décède le 31 mars 2021 à l'âge de 74 ans,. All The Sinners Bleed figure en 2023 sur la liste estivale de recommandations de lectures de l'ancien président américain Barack Obama, comme l'année passée Razorblade Tears.
Pour se concentrer sur son écriture, S.A. Cosby raconte qu'il pratique la musculation. Politiquement, il se définit comme plutôt libéral, et vote davantage pour le Parti démocrate.
En 2022, S.A. Cosby habitait dans le Comté de Gloucester, en Virginie. il est marié à Kimberly Redmond Cosby, directrice d'un funérarium,.

## Analyse de l'œuvre
Pour le Los Angeles Times, S.A. Cosby se distingue par sa description détaillée du « New South ». Ses romans comportent beaucoup de scènes violentes, ce que l'auteur explique par son goût pour « la viscéralité de la violence », le fait que « la souffrance et la violence sont universelles ». L'auteur a « le talent de la colère », remarque un critique de L'Obs. Le style de l'auteur est empreint d'une culture orale afro-américaine.

## Influences littéraires
S. A. Cosby apprécie le style de l'écrivain américain Raymond Carver. Parmi ses influences, il cite aussi Joe R. Lansdale et Daniel Woodrell. L'auteur considère le genre du polar comme « la fiction du désespoir ».

## Œuvre

### Romans
- Brotherhood of the Blade (2015)
- My Darkest Prayer (2019)
- Blacktop Wasteland (2020) publié en français sous le titre Les Routes oubliées, traduction de Pierre Szczeciner, Sonatine éditions, 2022  (ISBN 9782355848841)
- Razorblade Tears (2021) publié en français sous le titre La Colère, Sonatine éditions, 2023  (ISBN 978-2-3558-4896-4)
- All the Sinners Bleed (2023) publié en français sous le titre Le Sang des innocents, traduction de Pierre Szczeciner, Sonatine éditions, 2024.
- King of Ashes (2025)

### Nouvelles
- The Girl with the Iron Heart (2016)
- The Grass Beneath My Feet (2018)
- Whiskey and Champagne (2020)
- Not My Cross to Bear (2021)
- Not My Cross to Bear (2022)

## Prix et distinctions

### Prix
- Prix Anthony 2019 de la meilleure nouvelle pour The Grass Beneath My Feet[32]
- Prix Barry 2021 du meilleur roman pour Blacktop Wasteland[33]
- Prix Thriller 2021 du meilleur roman pour Blacktop Wasteland[34]
- Prix Macavity 2021 du meilleur roman pour Blacktop Wasteland[35]
- Prix Anthony 2021 du meilleur roman pour Blacktop Wasteland[32]
- Prix Thriller 2022 du meilleur roman pour Razorblade Tears[34]
- Prix Macavity 2022 du meilleur roman pour Razorblade Tears[35]
- Prix Barry 2022 du meilleur roman pour Razorblade Tears[33]
- Prix Anthony 2022 du meilleur roman pour Razorblade Tears[32]
- Prix Anthony 2022 de la meilleure nouvelle pour Not My Cross to Bear[32]
- Prix Thriller 2024 du meilleur roman pour All the Sinners Bleed[34]
- Grand prix des lectrices de Elle pour Le Sand des innocents[36]
- Prix Anthony 2024 du meilleur roman pour All the Sinners Bleed[32]
- Prix Macavity 2024 du meilleur roman pour All the Sinners Bleed[35]
- Prix Mystère de la critique 2025 pour Le Sang des innocents[37]

### Nominations
- Gold Dagger Award 2021 du meilleur roman pour Blacktop Wasteland[38]
- Prix Lefty 2021 du meilleur roman pour Blacktop Wasteland[39]
- Prix Lefty 2022 du meilleur roman pour Razorblade Tears[39]
- Prix Edgar-Allan-Poe 2022 du meilleur roman pour Razorblade Tears[40]
- Prix Thriller 2022 de la meilleure nouvelle pour Not My Cross to Bear[34]
- Gold Dagger Award 2022 pour Razorblade Tears[38]
- Steel Dagger Award 2022 pour Razorblade Tears[38]
- Prix Lefty 2024 du meilleur roman pour All the Sinners Bleed[39]
- Prix Edgar-Allan-Poe 2024 du meilleur roman pour All the Sinners Bleed[40]
- Prix Barry 2024 du meilleur roman pour All the Sinners Bleed[33]
- Trophée Michèle Witta 2024 pour La Colère[41]
- Ian Fleming Steel Dagger 2024 pour  All the Sinners Bleed[42]